# Жиенгазина, Бизада Утекеевна
Бизада Утекеевна Жиенгазина (7 ноября 1937, Кос-Карасу, Кустанайская область — 17 января 1997, Кустанай) — советский и казахстанский почтальон. Герой Социалистического Труда (1981).

## Биография
Бизада Жиенгазина родилась 7 ноября 1937 года в ауле Кос-Карасу (сейчас на территории Костанайской области Казахстана) в крестьянской семье.
С ранних лет занималась сельским трудом, работала в поле, ухаживала за животными.
Окончила девять классов казахской школы-интерната в Кустанае.
В феврале 1964 года поступила на работу на Кустанайский почтамт и уже через два года стала бригадиром. Демонстрировала высокие трудовые показатели. Бригада Жиенгазиной из года в года была лидером социалистического соревнования. Жиенгазина перевыполняла показатели разноски почты: пачку газет вместо пятнадцати минут рассортировывала за тринадцать, фальцевала газеты за две секунды вместо пяти. Обслуживала двадцать участков, на двух из них доставляла газеты и журналы без предварительной росписи, по памяти. Жиенгазина постоянно посещала квартиры на своих участках перед праздниками, продавая открытки и конверты, за счёт этого увеличивая выручку ежемесячно на 80—100 рублей. 
Подготовила свыше тридцати почтальонов.
2 апреля 1981 года Указом Президиума Верховного Совета СССР за выдающиеся производственные достижения, досрочное выполнение заданий десятой пятилетки и социалистических обязательств удостоена звания Героя Социалистического Труда с вручением ордена Ленина и золотой медали «Серп и Молот». Жиенгазина была единственной в Казахской ССР и одной из семи почтальонов в СССР, получивших такую награду.
Несмотря на то что Жиенгазиной предлагали перейти на операторскую работу, она отказывалась и продолжала работать почтальонкой. Её трудовой стаж на почте составил 28 лет. В 1993 году вышла на пенсию.
Была депутатом Кустанайского городского Совета народных депутатов, членом областного комитета ВЦСПС, областного женсовета.
Награждена двумя орденами Ленина (4 марта 1976, 2 апреля 1981), орденом «Знак Почёта» (4 мая 1971), медалями, в том числе «За доблестный труд». Носила звания «Почётный связист Казахстана», «Лучший по профессии Министерства связи СССР».
Жила в Кустанае.
Умерла 17 января 1997 года.

## Семья
Отец — Отекей Рыскалиев, председатель колхоза. Мать была домохозяйкой. В семье было девять детей.
В 1955 году вышла замуж.

## Память
В 2016 году на здании Костанайского почтамта открыли мемориальную доску, посвящённую Бизаде Жиенгазиной. В музее почтовой связи, который располагается в здании почтамта, ей посвящён стенд, на котором представлены жакет с наградами, сумка, документы.
Имя Бизады Жиенгазиной занесено в Книгу почёта Кустанайского областного производственно-технического управления и областного комитета профсоюза работников связи.